# Jaime Chavín
Jaime Chavín (ur. 25 lipca 1899, zm. 20 lipca 1971) – argentyński piłkarz, napastnik.
Jako gracz klubu CA Huracán wziął udział w turnieju Copa América 1917, gdzie Argentyna została wicemistrzem Ameryki Południowej. Chavín nie zagrał w żadnym meczu.
Nadal jako gracz Huracánu wziął udział w turnieju Copa América 1921, gdzie Argentyna pierwszy raz w swych dziejach zdobyła mistrzostwo Ameryki Południowej. Chavín zagrał tylko w meczu z Brazylią.
W latach 1918–1921 Chavín rozegrał w reprezentacji Argentyny 4 mecze i zdobył 1 bramkę.